# Кокорићи
Кокорићи (до 1991. године Кокорић) су насељено место у саставу града Вргорца, Сплитско-далматинска жупанија, Република Хрватска.

## Историја
До територијалне реорганизације у Хрватској налазили су се у саставу старе општине Вргорац.

## Становништво
На попису становништва 2011. године, Кокорићи су имали 161 становника.
| Број становника по пописима | Број становника по пописима | Број становника по пописима | Број становника по пописима | Број становника по пописима | Број становника по пописима | Број становника по пописима | Број становника по пописима | Број становника по пописима | Број становника по пописима | Број становника по пописима | Број становника по пописима | Број становника по пописима | Број становника по пописима | Број становника по пописима | Број становника по пописима |
| --------------------------- | --------------------------- | --------------------------- | --------------------------- | --------------------------- | --------------------------- | --------------------------- | --------------------------- | --------------------------- | --------------------------- | --------------------------- | --------------------------- | --------------------------- | --------------------------- | --------------------------- | --------------------------- |
| 1857                        | 1869                        | 1880                        | 1890                        | 1900                        | 1910                        | 1921                        | 1931                        | 1948                        | 1953                        | 1961                        | 1971                        | 1981                        | 1991                        | 2001                        | 2011                        |
| 179                         | 0                           | 232                         | 264                         | 305                         | 343                         | 357                         | 301                         | 245                         | 258                         | 252                         | 213                         | 190                         | 185                         | 171                         | 161                         |

Напомена: До 1991. исказивано је под именом Кокорић. У 1869. подаци су садржани у насељу Равча.

### Попис1991.
На попису становништва 1991. године, насељено место Кокорић је имало 185 становника, следећег националног састава:
| Попис 1991.‍  | Попис 1991.‍  | Попис 1991.‍ | Попис 1991.‍ | Попис 1991.‍ |
| ------------ | ------------ | ----------- | ----------- | ----------- |
|              |              |             |             |             |
| Хрвати       | Хрвати       |             | 182         | 98,37%      |
| Срби         | Срби         |             | 1           | 0,54%       |
| регион. опр. | регион. опр. |             | 2           | 1,08%       |
| укупно: 185  |              |             |             |             |